# Рёйсланн, Монс
Монс Рёйсланн (норв. Mons Røisland; род. 28 января 1997, Høvik, Берум) ― норвежский сноубордист завоевавший серебряную медаль в биг-эйре на XXIV зимних Олимпийских играх в Пекине.

## Биография
Родился 28 января 1997 года в Хёвике (пригородный район Осло) Норвегия.
Занял 20-е место в соревнованиях по биг-эйру на чемпионате мира 2017 года, 12-е место в соревнованиях по слоупстайлу на Зимних Олимпийских играх 2018 года и 7-е место в соревнованиях по слоупстайлу на чемпионате мира 2019 года.
На зимних Олимпийских играх 2022 года выиграл серебро в соревнованиях биг-эйр.